# Polycarpaea latifolia
Polycarpaea latifolia är en nejlikväxtart som beskrevs av Jean Louis Marie Poiret. Polycarpaea latifolia ingår i släktet Polycarpaea och familjen nejlikväxter. Inga underarter finns listade i Catalogue of Life.